# Liste von Filial- und Partner-Fußballvereinen von Sporting CP
Sporting Clube de Portugal, häufig nur als Sporting CP bezeichnet und im deutschsprachigen Raum als Sporting Lissabon bekannt, gehört zu den bedeutendsten Fußballvereinen sowohl auf nationaler als auch auf internationaler Ebene.
Der portugisische Verein zählt eine große Anhängerschaft und ist mit rund 140.000 Mitgliedern der zwölftgrößte Sportverein der Welt. Weltweit existieren zahlreiche Ableger, die meist von Fans aus den ehemaligen portugiesischen Kolonien und Regionen gegründet wurden, darunter Brasilien, Angola, Mosambik, Kap Verde, Guinea-Bissau, Goa (Indien), Osttimor und Macau. Viele dieser Vereine bestehen bis heute und fungieren als Partnervereine, Filialen, Tochtervereine oder Farmteams von Sporting CP.
Stand 2025 gibt es etwa 350 Zweigstellen, Delegationen und Häuser, von denen die meisten Fußballmannschaften sind.

## Vereinswappen-/Identität

1945 bis 2001

Seit 2001 (in der Form)

### Altes Wappen (1945–2001)
Das Wappen von Sporting Clube de Portugal aus der Zeit von 1945 bis 2001 zeigt ein traditionelles, stilisiertes Schild in Grün mit weißem Rand, das die Vereinsfarben repräsentiert. Im Zentrum befindet sich ein aufgerichteter, weißer Löwe mit roter Zunge, der nach links blickt und eine kämpferische, dynamische Haltung einnimmt. Über dem Schild stehen die Großbuchstaben „SCP“ in grüner Schrift, die die Initialen des Vereins bilden. Das Design verbindet klassische Heraldik mit einem modernen und sportlichen Stil.
Filialvereine nutzen häufig dieses Logo als Vorlage und verändern es nur geringfügig. Meist wird der Schriftzug „SCP“ angepasst und durch das Kürzel des jeweiligen Vereins ersetzt – etwa bei Sporting Clube de Luanda zu „SCL“. Andere Vereine, wie Sporting Clube de Quelimane, färben den Schriftzug und den Löwen, häufig in Gelb. Manche Clubs ersetzen den Löwen oder ergänzen ein zusätzliches Element: Beim Logo von Sporting Clube de Timor sitzt der Löwe etwa auf einem roten Christusorden, während das Wappen von Sporting Clube de Macau in einem grünen Kreis platziert ist.

### Aktuelles Wappen (Seit 2001)
Es hat die Form eines klassischen Schildes, überwiegend in Grün gehalten. Oben prangt der Schriftzug „SCP“ in Großbuchstaben. Darunter befindet sich das Wort „SPORTING“ in Weiß auf grünem Hintergrund. Im Zentrum des Wappens ist ein grüner Schild mit einem goldenen Löwen, der nach links schaut und die Vorderpranken erhoben hat. Unterhalb dieses zentralen Schildes steht „PORTUGAL“ in weißen Buchstaben. Der Hintergrund des Hauptschilds ist in Grün und Weiß gestreift, was dem Wappen zusätzliche Dynamik und Wiedererkennungswert verleiht.
Meist jüngere Filialvereine orientieren sich bei ihrem Wappen an diesem Vorbild. So wird beispielsweise bei Sporting Clube de Benguela, Sporting Clube de Nampula oder Sporting Clube de Bissau der untere Schriftzug „PORTUGAL“ durch den jeweiligen Städtenamen ersetzt, und das Kürzel „SCP“ an den Vereinsnamen angepasst. Manche Clubs verändern zusätzlich die Farbgebung des Wappens oder ersetzen den Löwen durch ein anderes Symbol. Beim Sporting Club de Paris bleibt der Löwe erhalten, lehnt sich dort jedoch an den Eiffelturm.

### Anderes Wappen
Nur selten greifen Filialvereine auf ein anderes Wappen als die beiden genannten Versionen zurück. Gelegentlich, vor allem bei Vereinen, die im Laufe der Zeit sportlich an Bedeutung gewonnen haben, entwerfen sie ein eigenes Logo, das oft subtil Elemente des Sporting-Wappens enthält oder in den Vereinsfarben Grün und Weiß gehalten ist, wie etwa beim Sportverein von Covilhã. Mannschaften wie SC Farense oder SC Olhanense gestalteten hingegen komplett eigenständige Wappen, behielten dabei aber den Löwen als Erkennungszeichen.

### Vereinsfarben-/Name
Die Vereinsfarben sind grün-weiß. Die Filialvereine von Sporting CP tragen in der Regel den charakteristischen Vereinsnamen „Sporting Clube“ und ergänzen ihn um den jeweiligen Ortsnamen, was ihre Zugehörigkeit zum Mutterverein betont und gleichzeitig die lokale Identität unterstreicht. So finden sich Beispiele wie Sporting Leiriense, das die Stadt Leiria repräsentiert, oder Sporting Clube de Luanda und Sporting Clube de Macau, die auf die ehemaligen portugiesischen Kolonien Angola und Macau verweisen.

## Original
| Name                              | Logo     | Land     |
| --------------------------------- | -------- | -------- |
| Sporting Lissabon                 |          | Portugal |
| Sporting Lissabon (Frauenfußball) | Portugal |          |
| Sporting Lissabon (Futsal)        | Portugal |          |

## Filialmannschaften
| Nr  | Name                                       | Logo | Land                | Gründung  | Geschichte |
| --- | ------------------------------------------ | ---- | ------------------- | --------- | --- |
| 1   | Sporting Clube de Tomar                    |      | Portugal            | 1915      | Der erste Verein, der diese Bewegung ins Leben gerufen hat, war der Sporting Clube de Tomar, die Tochtergesellschaft Nr. 1, in den frühen 20ern des letzten Jahrhunderts. |
| 2   | SC Farense                                 |      | Portugal            | 1910      | Da der Club unter dem Einfluss des Sporting Clube de Portugal gegründet wurde, wollte man die gleichen Löwenfarben übernehmen. Allerdings wusste man nicht genau, wie die Trikots von Sporting CP aussahen: Eine Reise nach Lissabon war zu weit, und der einzige Kontakt bestand über Fotografien des Teams. Da diese zu jener Zeit schwarz-weiß waren, entstanden die Trikots des neuen Vereins ebenfalls in Schwarz und Weiß. |
| 3   | Sporting Clube de Luanda                   |      | Angola              | 1920      | Der Sporting Clube de Luanda wurde am 15. August 1920 gegründet und, laut dem Bulletin von Sporting, ursprünglich nicht als Filiale des Sporting Clube de Portugal. Zunächst hieß der Verein Loanda Sporting Club, bevor er 1922 seinen endgültigen Namen erhielt. Ziel war die offizielle Filialmitgliedschaft beim Sporting Clube de Portugal, die am 1. September 1922 genehmigt wurde. Damit entstand die erste Übersee-Filiale, der die Nummer 3 zugeteilt wurde. Der Sporting Clube de Luanda folgte damit auf den Sporting Clube de Tomar und den Sporting Clube Farense. |
| 4   | Sporting Clube Olhanense                   |      | Portugal            | 1912      | Sporting Clube Olhanense, der vierte Zweig des Sporting Clube de Portugal, wurde von einer Gruppe junger Leute gegründet, die ihre Freizeit mit Fußballspielen verbrachten, als dieser Sport noch praktisch unbekannt war. So wurde am 27. April 1912 in der Stadt Olhão unter der Führung seines Gründers Armando Amâncio der Fußball aus Spaß und Sportsgeist geboren. |
| 7   | Sporting Clube de Abrantes                 |      | Portugal            | 1923      | |
| 8   | SC Covilhã                                 |      | Portugal            | 1923      | Der Sporting Clube da Covilhã wurde am 2. Juni 1923 aus dem Estrela Football-Club unter anderem von António Rebelo de Matos und António Estrela dos Santos gegründet. António Rebelo de Matos war ein Sporting-Fan und Freund der Direktoren des Sporting Clube de Portugal, was dazu führte, dass der SC da Covilhã am 23. Juni 1923 zu seiner Zweigstelle Nr. 8 wurde, als José Jacinto Ferreira Präsident des Clubs war. |
| 10  | Sporting Clube de Pombal                   |      | Portugal            | 1922      | Pombals erste Sportvereine waren der Glória Football Club und Operário. Diese beiden Vereine fusionierten zum Sport Club Pombal. Dieser Verein strebte danach, eine Tochtergesellschaft des Sporting Clube de Portugal zu werden und änderte seinen Namen am 20. Oktober 1922 in den heutigen Sporting Clube de Pombal. |
| 12  | Sporting Clube Figueirense                 |      | Portugal            | 1918      | |
| 17  | Sporting Clube de Nandufe (Tondela)        |      | Portugal            | 1925      | |
| 20  | Sporting Clube da Praia                    |      | Kap Verde           | 1923      | |
| 21  | Sporting Clube de Benguela                 |      | Angola              | 1915      | |
| 22  | Sporting Clube das Caldas                  |      | Portugal            | 1920      | Der Sporting Clube das Caldas wurde am 1. Januar 1920 von einer Gruppe unter der Leitung von Luiz Teixeira gegründet, der auch sein erster Präsident wurde. Der Verein hieß zunächst Caldas Sporting Clube, änderte seinen Namen später in Sporting Clube das Caldas, um Ähnlichkeiten mit dem Rivalen Sporting Sport Club (vier Jahre zuvor gegründet) zu vermeiden, und wurde der 22. Zweig des Sporting Clube de Portugal. |
| 24  | Sporting Clube Lourinhanense               |      | Portugal            | 1926      | |
| 25  | Sporting Clube de Macau                    |      | Macau               | 1926      | |
| 27  | Sporting Clube Campomaiorense              |      | Portugal            | 1926      | |
| 29  | Sporting Clube de Alenquer                 |      | Portugal            | 1927      | |
| 31  | Sporting Clube Petróleos de Cabinda        |      | Angola              | Unbekannt | Der am 25. August 1925 gegründete Sporting Clube de Cabinda ist die Zweigstelle Nr. 31 des Sporting Clube de Portugal. Dieser angolanische Verein verlor mit der Unabhängigkeit 1975 die Verbindung zu seinem Mutterkonzern, stellte diese historische Verbindung jedoch im 21. Jahrhundert wieder her und änderte seinen Namen in Sporting Clube Petróleos de Cabinda, da er von der Cabinda Gulf Oil Company gesponsert wurde. |
| 34  | Sporting Clube Barquinhense                |      | Portugal            | 1928      | |
| 36  | Sporting Clube de Matosinhos               |      | Portugal            | 1972      | |
| 39  | Sporting Clube da Beira                    |      | Mosambik            | 1929      | |
| 45  | Sporting Clube do Lubango                  |      | Angola              | 1922      | |
| 50  | SC de Cuba                                 |      | Portugal            | 1932      | Der Sporting Clube de Cuba ist die 50. Zweigstelle des Sporting Clube de Portugal. Es wurde am 5. März 1932 von José Joaquim Cabaça und einigen Mitgliedern des inzwischen aufgelösten Sport Ginásio Cubense gegründet, denen sich Studenten, Beamte und kubanische Eisenbahner anschlossen. Dr. Augusto Amado de Aguilar, später Präsident des Sporting Clube de Portugal, entwarf dessen Statuten, und das Spielfeld des SC de Cuba ist ihm zu Ehren benannt. |
| 55  | Sporting Clube de Vilar Formoso            |      | Portugal            | 1986      | |
| 58  | Sporting Clube de Torres                   |      | Portugal            | 1929      | |
| 60  | Sporting Clube Português Porto             |      | Portugal            | 1931      | |
| 63  | Sporting Clube de Lamego                   |      | Portugal            | 1934      | |
| 64  | Sporting Clube Lavradiense                 |      | Portugal            | 1924–     | |
| 65  | Sporting Club de Coimbra                   |      | Portugal            | 1945      | |
| 70  | Sporting Clube de Vale de Açores           |      | Portugal            | 1935      | |
| 74  | Sporting Clube de Travancinha              |      | Portugal            | 1936      | Im Jahr 1935 beschloss eine Gruppe von Sportbegeisterten unter der Führung von Paulo Rodrigues, einen richtigen Verein zu gründen. Der Sporting Clube de Travancinha wurde schließlich am 1. Januar 1936 als Zweigstelle Nr. 74 des Sporting Clube de Portugal gegründet. |
| 75  | Sporting Clube Celoricense                 |      | Portugal            | Unbekannt | |
| 76  | Sporting Clube da Madeira                  |      | Portugal            | 1936      | |
| 77  | Sporting Clube Assumarense                 |      | Portugal            | 1926      | |
| 80  | Sporting Clube da Horta                    |      | Portugal            | 1923      | |
| 83  | Sporting Clube Ribeirense                  |      | Portugal            | 1957      | |
| 84  | Sporting Clube Lages                       |      | Portugal            | 1936      | |
| 85  | Sporting Clube de Timor                    |      | Osttimor            | 1938      | |
| 87  | Sporting Clube de Parambos                 |      | Portugal            | 1937      | |
| 89  | Sporting Clube de Bissau                   |      | Guinea-Bissau       | 1936      | Der Sporting Clube de Bissau wurde am 30. Januar 1936 von António Baptista da Luz gegründet und ist der 89. Zweig des Sporting Clube de Portugal. |
| 90  | Sporting Clube Lagoense                    |      | Portugal            | 1938      | |
| 94  | Sporting Clube do Sabugal                  |      | Portugal            | 1939      | |
| 96  | Sporting Clube de Nisa                     |      | Portugal            | 1938      | |
| 97  | Sporting Clube Santaclarense               |      | Portugal            | 1920      | |
| 98  | Sporting Clube de São Tomé                 |      | São Tomé e Príncipe | 1939      | |
| 102 | Sporting Clube do Lobito                   |      | Angola              | 1941      | |
| 104 | Sporting Clube de Viana do Alentejo        |      | Portugal            | 1944      | |
| 108 | Sporting Clube de Lourel                   |      | Portugal            | 1920      | |
| 110 | Sporting Clube de Barrosinha               |      | Portugal            | 1948      | |
| 112 | Sporting Clube de Nampula                  |      | Mosambik            | 1948      | |
| 113 | Sporting Clube de Aveiro                   |      | Portugal            | 1951      | Der Sporting Clube de Aveiro wurde am 21. März 1951 von einem Komitee aus Sporting-Fans gegründet, darunter José Clemente, Kapitän Aristides, António Massadas Rino und Júlio Simões, allesamt Personen, die zu dieser Zeit eng mit dem Sport verbunden waren. |
| 114 | Sporting Clube de Goa                      |      | Indien              | 1951      | |
| 122 | Sporting Clube de Pinheiro de Loures       |      | Portugal            | 1952      | |
| 123 | Sporting Clube Ferreirense                 |      | Portugal            | 1955      | |
| 125 | Sporting Clube de Armamar                  |      | Portugal            | 1965      | |
| 128 | Sporting Clube de Fermentelos              |      | Portugal            | 1930      | |
| 129 | Sporting Clube Vinhense                    |      | Portugal            | 1967      | |
| 130 | Sporting Clube de Casainhos                |      | Portugal            | 1953      | |
| 131 | Sporting Clube Os Leões                    |      | Portugal            | 1952      | |
| 132 | Sporting Clube Ideal                       |      | Portugal            | 1931      | |
| 133 | Sporting Clube da Amadora                  |      | Portugal            | 1980      | |
| 135 | Sporting Clube de Pernambuco               |      | Brasilien           | 1981      | Sporting Clube de Pernambuco wurde am 1. Juli 1981 gegründet, dem 75. Jahrestag der Gründung des Sporting Clube de Portugal. |
| 136 | Sporting Clube Santanense                  |      | Portugal            | 1971      | |
| 138 | Sporting Clube Português de Toronto        |      | Kanada              | 1981      | Der Club wurde von einer Gruppe portugiesisch-kanadischer Staatsbürger gegründet. |
| 139 | Sporting Clube de Gaia                     |      | Portugal            | 1967      | |
| 140 | Sporting Clube da Paiã                     |      | Portugal            | 1983      | |
| 141 | Sporting Academics Football Club           |      | Jersey              | 1973      | |
| 142 | Sporting Clube Freixofeira                 |      | Portugal            | 1967      | |
| 143 | Sporting Clube de Paris                    |      | Frankreich          | 1983      | |
| 144 | Sporting Clube do Porto Santo              |      | Portugal            | 1974      | |
| 145 | Sporting Clube de Mêda                     |      | Portugal            | 1946      | |
| 147 | Sporting Clube de Santar                   |      | Portugal            | 1977      | |
| 148 | Sporting Clube do Livramento               |      | Portugal            | 1939      | |
| 149 | Portuguese Sporting Club of Penticton      |      | Kanada              | 1978      | |
| 151 | Sporting Clube de São Romão                |      | Portugal            | 1985      | |
| 152 | Santa Clara Sporting Clube                 |      | USA                 | 1971      | Der Santa Clara Sporting Clube mit Sitz in Santa Clara, Kalifornien, wurde am 26. September 1971 von einer Gruppe portugiesischer Fußballfans gegründet, die eine Mannschaft für die Peninsula Soccer League gründen wollten. |
| 153 | Sporting Clube Pro Venezuela               |      | Venezuela           | 1985      | |
| 154 | Sporting Clube Leões das Enguardas         |      | Portugal            | 1952      | |
| 155 | Sporting Clube Vilarealense                |      | Portugal            | 1975      | |
| 156 | Sporting Clube de Hamburgo                 |      | Deutschland         | 1979      | |
| 157 | Sporting Clube Portugais Pontault-Combault |      | Frankreich          | 1986      | |
| 158 | Sporting Clube Arcoense (Estremoz)         |      | Portugal            | 1983      | |
| 160 | Sporting Clube de Grevenmacher             |      | Luxemburg           | 1987      | |
| 161 | Sporting Club Luxemburg                    |      | Luxemburg           | 1985      | |
| 162 | Sporting Clube de London                   |      | England             | 1986      | |
| 163 | Sporting Clube Portugais et Montreaux      |      | Schweiz             | 1989      | |
| 164 | Sporting Clube Banheirense                 |      | Portugal            | 1970      | |
| 165 | Sporting Clube Portuguese Vancouver        |      | Kanada              | 1987      | |
| 166 | Sporting Clube de Brava                    |      | Kap Verde           | 1988      | |
| 167 | Sporting Clube de Zurique                  |      | Schweiz             | 1990      | |
| 168 | Sporting Clube Português na Bélgica        |      | Belgien             | 1964      | |
| 169 | Sporting Clube de Vila Verde               |      | Portugal            | 1943      | |
| 170 | Sporting Football Club Johannesburg        |      | Südafrika           | 1964      | Im Restaurant Trofa traf sich am 27. September 1994 eine Gruppe von Sporting-Fans aus der Hauptstadt Südafrikas, unterstützt von António David, dem damaligen Präsidenten des Sporting Club of South Africa in Johannesburg, zu einem geselligen Beisammensein. |
| 171 | Sporting Clube de Moncorvo                 |      | Portugal            | 1993      | |
| 172 | Sporting Club d'Ivry                       |      | Frankreich          | 1996      | |
| 173 | Sporting Clube da Estrada                  |      | Portugal            | 1947      | |
| 174 | Sporting Clube de Genève                   |      | Schweiz             | 1996      | |
| 175 | Sporting Clube de Pretória                 |      | Südafrika           | 1994      | |
| 176 | Sporting Clube de Lagares                  |      | Portugal            | 1947      | |
| 177 | Sporting Clube de Vinhó                    |      | Portugal            | 1936      | |
| 178 | Sporting Clube de Frankfurt am Main        |      | Deutschland         | 1997      | |
| 179 | Sporting Soccer Club Portugal              |      | USA                 | Unbekannt | |
| 180 | Sporting Club de Porto Novo                |      | Kap Verde           | 1956      | |
| 181 | Sporting Clube de Landeira                 |      | Portugal            | 1953      | |
| 182 | Sporting Club de Renens                    |      | Schweiz             | 2000      | |
| 183 | Sporting Clube do Príncipe                 |      | S. Tomé e Príncipe  | 1915      | |
| 184 | Sporting Clube Futsal de Viseu (Futsal)    |      | Portugal            | 2002      | |
| 185 | Sporting Clube de Santa Maria da Feira     |      | Portugal            | 2006      | |
| 186 | Sporting Club Steinfort                    |      | Luxemburg           | Unbekannt | Am 4. Juni 2007 beschloss jedoch eine außerordentliche Generalversammlung die Namensänderung in Sporting Club Steinfort, der sich unter der Nummer 186 dem Sporting Clube de Portugal anschließt. |
| 187 | Sporting Clube Português de Albi           |      | Frankreich          | 1976      | |

## Ehemalige Filialvereine
| Nr. | Name                                                     | Logo | Land       | Gründung  | Geschichte |
| --- | -------------------------------------------------------- | ---- | ---------- | --------- | --- |
| 5   | Sporting Clube de Gouveia                                |      | Portugal   | 1923      | |
| 6   | Sporting Clube de Lourenço Marques (Maputo)              |      | Mosambik   | 1920      | Die Ursprünge des Sporting Clube de Lourenço-Marques reichen bis ins Jahr 1915 zurück, als eine Gruppe von Schülern der 5. Oktober-Oberschule eine Fußballmannschaft gründete, die sie Sporting nannten, da die meisten von ihnen Fans des Sporting Clube de Portugal waren.                                          |
| 9   | Sporting Clube de Moçâmedes                              |      | Angola     | 1922      | |
| 11  | Sporting Clube de Silves                                 |      | Portugal   | 1923      | |
| 13  | Sporting Clube da Póvoa de Varzim                        |      | Portugal   | 1924      | |
| 14  | Sporting Clube Rossiense                                 |      | Portugal   | 1924      | |
| 15  | Sporting Clube da Malveira                               |      | Portugal   | 1924      | |
| 16  | Sporting Clube Elvense                                   |      | Portugal   | 1924      | Fusionierte später mit einem Benfica-Filialclub zum O Elvas CAD. |
| 18  | Sporting Clube Viziense                                  |      | Portugal   | 1924      | |
| 19  | Sporting Clube de Figueiró dos Vinhos                    |      | Portugal   | 1925      | |
| 23  | Sporting Clube Reguenguense                              |      | Portugal   | 1926      | |
| 26  | Sporting Clube de Soure                                  |      | Portugal   | 1926      | |
| 28  | Sporting Clube do Fundão                                 |      | Portugal   | 1926      | |
| 30  | Sporting Clube Chamusquense                              |      | Portugal   | 1925      | |
| 32  | Sporting Clube Eborense                                  |      | Portugal   | 1928      | |
| 33  | Sporting Clube de Chaves                                 |      | Portugal   | 1928      | |
| 35  | Sporting Clube de Montemor                               |      | Portugal   | 1929      | |
| 37  | Sporting Clube da Régua                                  |      | Portugal   | 1929      | |
| 38  | Sporting Clube de Vila Franca                            |      | Portugal   | 1929      | |
| 40  | Sporting Clube de Albergaria                             |      | Portugal   | 1926      | |
| 41  | Sporting Clube de Alcochete                              |      | Portugal   | 1930      | |
| 42  | Sporting Clube Vinhais                                   |      | Portugal   | 1930      | |
| 43  | Sporting Clube de Travanca                               |      | Portugal   | Unbekannt | |
| 44  | Sporting Clube de Huambo                                 |      | Angola     | Unbekannt | |
| 46  | Sporting Clube de São Vicente                            |      | Kap Verde  | 1928      | |
| 47  | Sporting Clube de Famalicão                              |      | Portugal   | 1931      | |
| 48  | Sporting Clube Grandolense                               |      | Portugal   | Unbekannt | |
| 49  | Sporting Clube Caminhense                                |      | Portugal   | 1926      | |
| 51  | Sporting Clube Goleganense                               |      | Portugal   | Unbekannt | |
| 52  | Sporting Clube Tavirense                                 |      | Portugal   | Unbekannt | |
| 53  | Sporting Clube Portelense                                |      | Portugal   | Unbekannt | |
| 56  | Sporting Clube de Condeixa                               |      | Portugal   | Unbekannt | |
| 57  | Sporting Clube de Nelas                                  |      | Portugal   | 1932      | |
| 59  | Sporting Clube de Moçambique                             |      | Mosambik   | Unbekannt | |
| 62  | Sporting Clube de Castelo Branco                         |      | Portugal   | Unbekannt | |
| 66  | Sporting Clube de Quelimane                              |      | Mosambik   | Unbekannt | |
| 67  | Sporting Clube Piedense                                  |      | Portugal   | Unbekannt | |
| 68  | Sporting Clube de Figueiró dos Vinhos                    |      | Portugal   | Unbekannt | |
| 71  | Sporting Club de Faiões                                  |      | Portugal   | Unbekannt | |
| 72  | Sporting Clube Mourense                                  |      | Portugal   | 1936      | |
| 73  | Sporting Clube Povoense                                  |      | Portugal   | Unbekannt | |
| 78  | Sporting Clube de Sacavém                                |      | Portugal   | Unbekannt | |
| 79  | Sporting Clube Gavinhense                                |      | Portugal   | Unbekannt | |
| 81  | Sporting Clube Leiriense                                 |      | Portugal   | 1936      | |
| 82  | Sporting Clube de Fafe                                   |      | Portugal   | Unbekannt | |
| 86  | Sporting Clube Azinhaguense                              |      | Portugal   | Unbekannt | |
| 88  | Sporting Clube do Bié                                    |      | Angola     | Unbekannt | |
| 91  | Sporting Clube de Ermidas                                |      | Portugal   | Unbekannt | |
| 92  | Sporting Clube de Felgueiras                             |      | Portugal   | Unbekannt | |
| 93  | Sporting Clube de Novo Redondo                           |      | Portugal   | Unbekannt | |
| 95  | Sporting Clube Cercalense                                |      | Portugal   | Unbekannt | |
| 99  | Sporting Clube de Moreira da Maia                        |      | Portugal   | 1941      | |
| 100 | Sporting Clube Ervedalense                               |      | Portugal   | 1942      | |
| 103 | Sporting Clube de Maceira-Liz                            |      | Portugal   | Unbekannt | |
| 105 | Sporting Clube de Guarda-Gare                            |      | Portugal   | Unbekannt | |
| 105 | Sporting Clube de Monte Agraço                           |      | Portugal   | Unbekannt | |
| 106 | Sporting Clube de Melgaço                                |      | Portugal   | 1940      | |
| 107 | Sporting Clube de Vila Nova                              |      | Angola     | Unbekannt | |
| 109 | Sporting Clube de Portugal (Caracas)                     |      | Venezuela  | 1947      | |
| 115 | Sporting Clube Fazendense                                |      | Portugal   | 1948      | |
| 116 | Sporting Clube de Côja                                   |      | Portugal   | 1952      | |
| 117 | Sporting Clube de Malange                                |      | Angola     | Unbekannt | |
| 118 | Sporting Clube de Nova Iorque - Portuguese Sporting Club |      | USA        | 1957      | |
| 121 | Sporting Clube de Portugal e Iqueño del Peru             |      | Peru       | 196?      | |
| 124 | Sporting Clube de Tete                                   |      | Mosambik   | 1964      | Der mosambikanische Verein Sporting Clube de Tete war die 124. Tochtergesellschaft des Sporting Clube de Portugal. Er wurde am 20. Februar 1936 gegründet, möglicherweise unter dem Namen Futebol Clube de Tete. 1964 wurde es Mitglied des Sporting Clube de Portugal, jetzt unter dem Namen Sporting Clube de Tete. |
| 126 | Naugatuck Sporting Club                                  |      | USA        | 196?      | |
| 127 | Sporting Clube de Avelar                                 |      | Portugal   | 1970      | |
| 134 | Western Austrália Portuguese Sporting Soc. Club          |      | Australien | 1980      | |
| 137 | Sporting Clube de Lille                                  |      | Frankreich | 1981      | |
| 146 | Sporting Clube de Montreal                               |      | Kanada     | 1982      | |
| 150 | Sporting Clube da Torre                                  |      | Portugal   | 1976      | |
| ?   | Sporting Clube da Nazaré                                 |      | Portugal   | 1928      | |
| ?   | Sporting Clube de Barcelos                               |      | Portugal   | 1942      | |

Folgende Nummern konnten keinen Verein zugeordnet werden: 54, 61, 69, 102, 109, 111, 119, 127, 159.

## Inspirierte Namen/Wappen
Fußballvereine die sich an der Identität von Sporting CP bedienen/ähnlich sehen, aber keine Filialmannschaften sind.
| Name                                   | Logo | Land                | Geschichte |
| -------------------------------------- | ---- | ------------------- | --- |
| Varzim Futebol Clube De Ribeira Afonso |      | São Tomé e Príncipe | Ähnliches Logo, aber kein Filialverein. |
| Julinho Sporting Club                  |      | Namibia             | Gegründet 2002 von den Brüdern Nelson und Norton Luis. Sie benannten den Verein nach ihrem verstorbenen Vater „Julio Luis“. „Julinho“ bedeutet „kleiner Julio“. Da dieser Fan des portugiesischen Fußballvereins Sporting Lissabon ist, fügte man Sporting als Vereinsname hinzu. |
| UD de Zavala                           |      | Mosambik            | Gleiches (in rot gefärbtes) Logo, aber kein Filialverein. |
| Sporting Clube de Braga                |      | Portugal            | Heißt Sporting Clube de und führte bis in die 1930er Jahren ein grün-weißes Vereinswappen, hat jedoch keine historischen Verbindungen zu Sporting CP und ist/war nie ein Filialverein.                                                                                            |
| Farense de Fonte Filipe                |      | Kap Verde           | Ähnlichkeiten zu einem Filialverein: SC Farense |
| Associação Farense 1910                |      | Portugal            | Ähnlichkeiten zu einem Filialverein: SC Farense |

## Siehe Auch
- Liste von Filial- und Partner-Fußballvereinen von Benfica Lissabon